# ديفيد كينيدي (محامي)
ديفيد كينيدي (بالإنجليزية: David Kennedy)‏ هو محامي أمريكي، ولد في 1954.